# Oración, meditación y contemplación en el cristianismo
La  oración ha sido una parte esencial del cristianismo desde sus primeros días. La oración es un elemento integral de la fe cristiana e impregna todas las formas de culto cristiano. La oración en el cristianismo es la tradición de comunicarse con Dios, ya sea en la plenitud de Dios o como una de las personas de la  Trinidad.
En la Iglesia primitiva el culto era inseparable de la doctrina, como se refleja en la afirmación: lex orandi, lex credendi, es decir, la ley de la creencia es la ley de la oración. El Padre Nuestro era un elemento esencial de las reuniones de los primeros cristianos, y con el tiempo surgieron diversas oraciones cristianas.
Ya en el siglo II, los cristianos indicaban la dirección de la oración hacia el este colocando una cruz cristiana en la pared oriental de su casa o iglesia, postrándose ante ella mientras rezaban a siete horas fijas de oración.
Las oraciones cristianas son diversas y pueden variar entre las distintas denominaciones cristianas. Pueden ser oraciones públicas (por ejemplo, como parte de la liturgia) o privadas de un individuo (por ejemplo, rezando las siete horas canónicas con un breviario). Las oraciones pueden realizarse como adoración, confesión, acción de gracias y súplica (abreviadas como ACTS).
Una amplia caracterización jerárquica de la oración en tres etapas comienza con la oración vocal, luego pasa a una forma más estructurada en términos de meditación cristiana, y finalmente llega a las múltiples capas de la oración contemplativa. La oración contemplativa sigue a la meditación cristiana y es la forma más elevada de oración que pretende alcanzar una estrecha unión espiritual con Dios. Tanto las enseñanzas cristianas orientales como occidentales han enfatizado el uso de oraciones meditativas como elemento para aumentar el conocimiento de Cristo.

## Desarrollo de las tres etapas de la oración

### Cristianismo primitivo

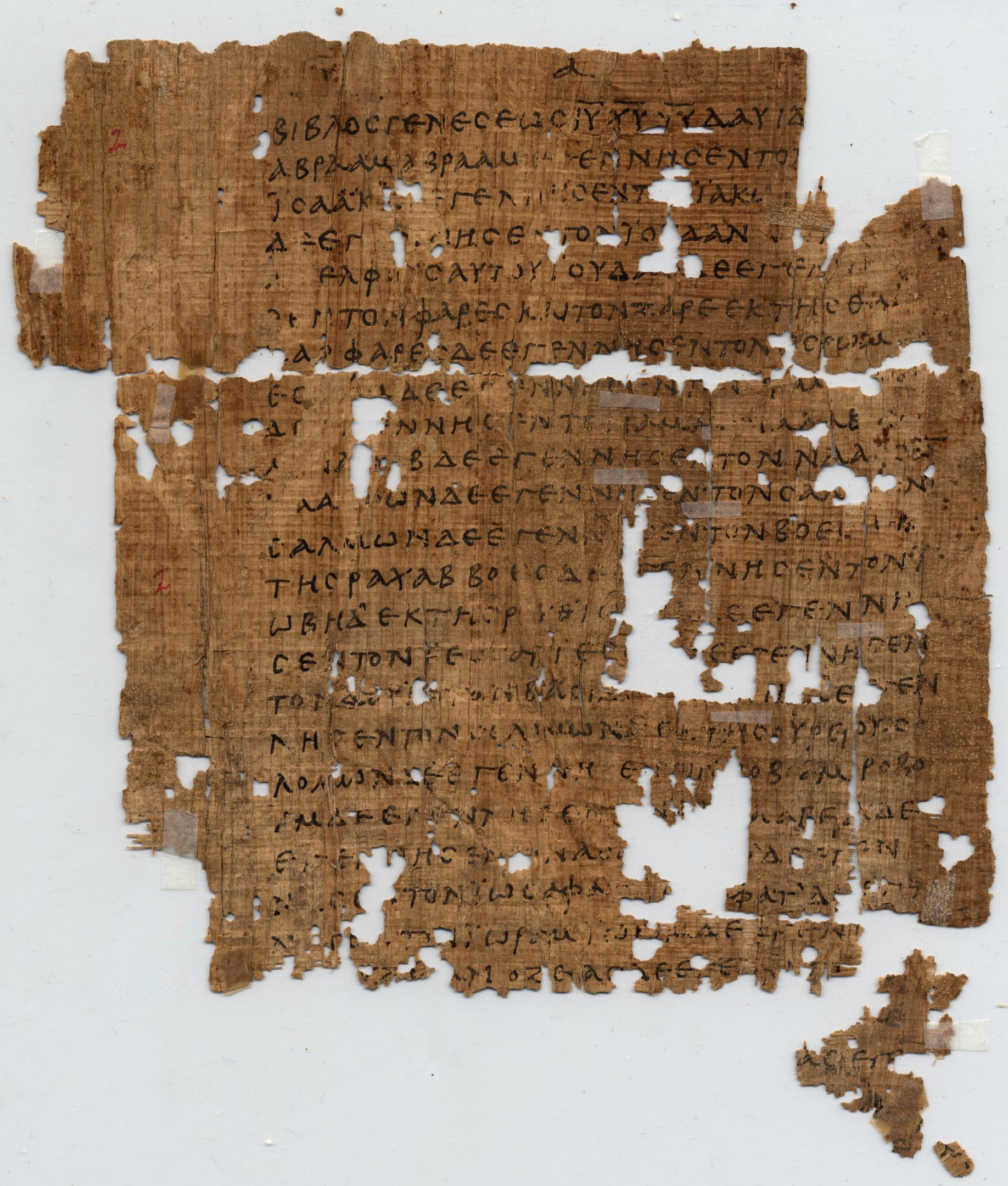
A page of Evangelio de Mateo, de Papiro 1, c. 250

La oración y la lectura de las Escrituras eran elementos importantes del cristianismo primitivo. En la Iglesia primitiva el culto era inseparable de la doctrina, como se refleja en la afirmación: lex orandi, lex credendi, es decir, la ley de la creencia es la ley de la oración. Las liturgias cristianas primitivas destacan la importancia de la oración.
El Padre Nuestro era un elemento esencial en las reuniones celebradas por los primeros cristianos, y fue difundido por ellos cuando predicaban el cristianismo en nuevas tierras. Con el tiempo, se desarrollaron diversas oraciones a medida que se intensificaba la producción de la literatura cristiana primitiva.
En el siglo III Orígenes había avanzado el punto de vista de la "Escritura como sacramento". Los métodos de Orígenes para interpretar las Escrituras y orar sobre ellas fueron aprendidos por  san Ambrosio, quien hacia finales del siglo IV se los enseñó a San Agustín, introduciéndolos así en las tradiciones monásticas de la Iglesia Occidental a partir de entonces.
Los primeros modelos de vida monástica cristiana surgieron en el siglo IV, cuando los Padres del desierto comenzaron a buscar a Dios en los desiertos de Palestina y Egipto. Estas primeras comunidades dieron lugar a la tradición de una vida cristiana de "oración constante" en un entorno monástico que con el tiempo dio lugar a prácticas meditativas en la  Iglesia Oriental durante el período bizantino.|

### La meditación en la Edad Media
Durante la Edad Media, las tradiciones monásticas tanto del Occidental como del  Cristianismo Oriental pasaron de la oración vocal a la meditación cristiana. Estas progresiones dieron lugar a dos prácticas meditativas distintas y diferentes: Lectio Divina en Occidente y Hesicasmo en Oriente. El hesicasmo implica la repetición de la Oración de Jesús, pero la Lectio Divina utiliza diferentes pasajes de las Escrituras en diferentes momentos y, aunque un pasaje puede repetirse varias veces, la Lectio Divina no es de naturaleza repetitiva.

Los cuatro movimientos de la Lectio Divina: leer, meditar, rezar, contemplar.

En la Iglesia Occidental, en el siglo VI,  San Benito y el papa Gregorio I habían iniciado los métodos formales de oración bíblica llamados Lectio Divina. Con el lema Ora et labora (es decir. La vida cotidiana en un monasterio benedictino se componía de tres elementos: la oración litúrgica, el trabajo manual y la Lectio Divina, una lectura orante y silenciosa de la Biblia. Esta lectura lenta y reflexiva de las Escrituras, y la consiguiente ponderación de su significado, era su meditación.
A principios del siglo XII, San Bernardo de Claraval fue fundamental para volver a enfatizar la importancia de la Lectio Divina dentro de la orden cisterciense. Bernardo también hizo hincapié en el papel del Espíritu Santo en la oración contemplativa y la comparó con un beso de Padre Eterno que permite una unión con Dios.
La progresión de la lectura de la Biblia, a la meditación, a la consideración amorosa de Dios, fue descrita formalmente por primera vez por Guigo II, un monje cartujo que murió a finales del siglo XII. El libro de Guigo II La escalera de los monjes se considera la primera descripción de la oración metódica en la tradición mística occidental.
En el cristianismo oriental, las tradiciones monásticas de "oración constante" que se remontan a los Padres del Desierto y Evagrio Póntico establecieron la práctica del hesicasmo e influyeron en el libro de  san Juan Clímaco La escalera del divino ascenso en el siglo VII. Estas oraciones meditativas fueron promovidas y apoyadas por San Gregorio Palamas en el siglo XIV.

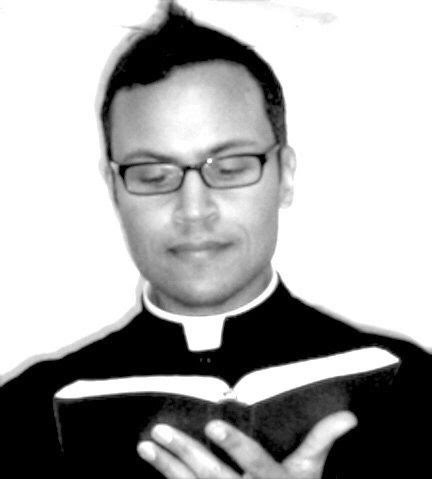
Sacerdote leyendo la Sagrada Escritura en preparación para la meditación y la oración contemplativa

### De la meditación a la oración contemplativa
En la Iglesia occidental, durante el siglo XV, las reformas del clero y de los ambientes monásticos fueron emprendidas por los dos venecianos, Lorenzo Giustiniani y Ludovico Barbo. Ambos consideraban que la oración metódica y la meditación eran herramientas esenciales para las reformas que estaban emprendiendo. Barbo, que murió en 1443, escribió un tratado sobre la oración titulado Forma orationis et meditionis también conocido como Modus meditandi. Describía tres tipos de oración: la oración vocal, más adecuada para los principiantes; la meditación, orientada a los más avanzados; y la contemplación como la forma más elevada de oración, sólo obtenible tras la etapa de meditación. A petición del papa Eugenio IV, Barbo introdujo estos métodos en Valladolid, España, y a finales del siglo XV ya se utilizaban en la abadía de Montserrat. Estos métodos influyeron después en García Jiménez de Cisneros, quien a su vez influyó en Ignacio de Loyola.
La Iglesia Ortodoxa Oriental tiene una jerarquía similar de tres niveles de oración. El primer nivel de oración es de nuevo la oración vocal, el segundo nivel es la meditación (también llamada "oración interior" u "oración discursiva") y el tercer nivel es la oración contemplativa en la que se cultiva una relación mucho más estrecha con Dios.

## Jerarquía de las formas de oración

### Oración
.

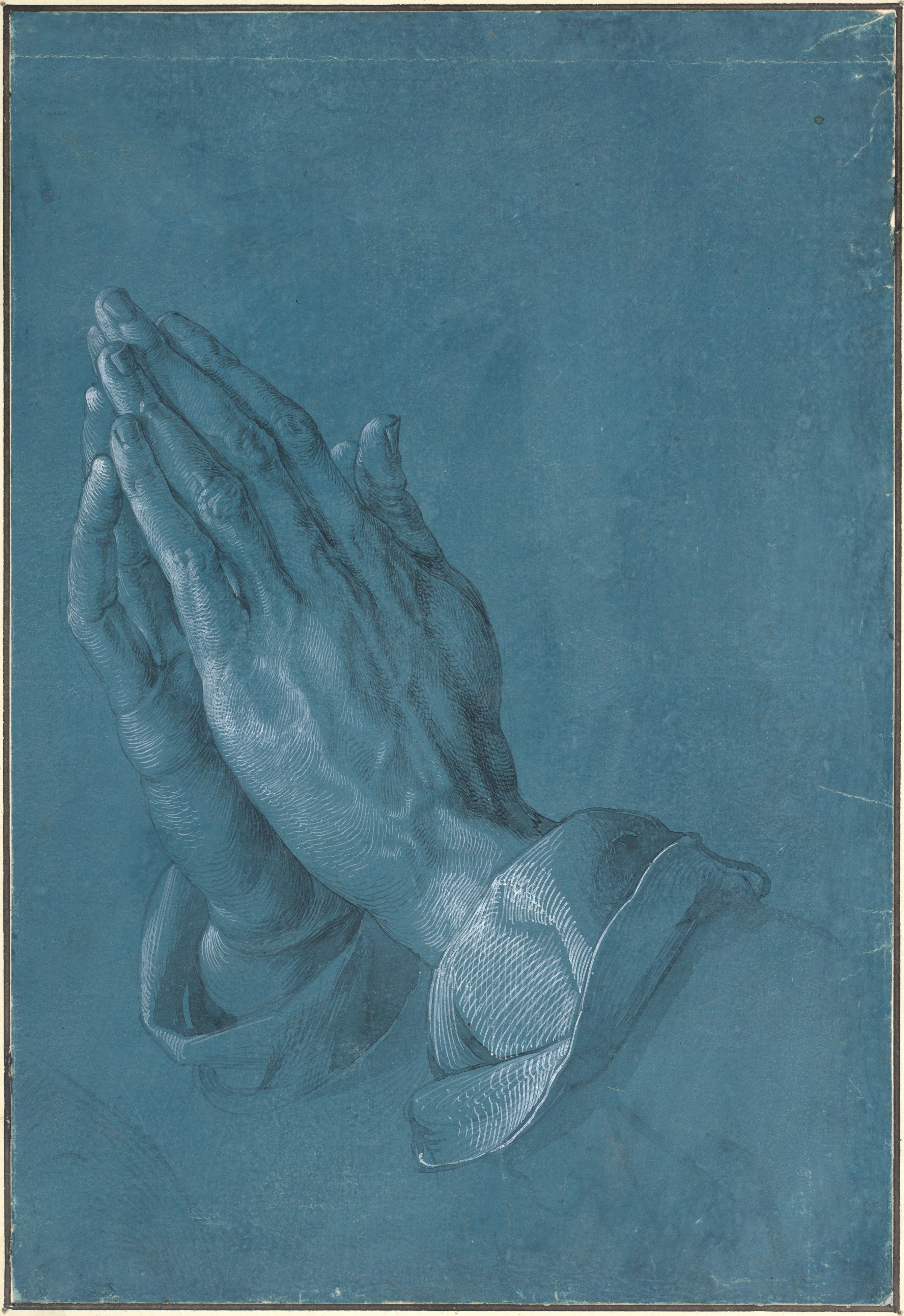
Manos orando de Albrecht Dürer, c. 1508 A.D.

La oración es un elemento integral de la fe cristiana e impregna todas las formas de culto cristiano. La oración en el cristianismo es la tradición de comunicarse con Dios, ya sea en la plenitud de Dios o como una de las personas de la Santísima Trinidad. Las oraciones cristianas son diversas y pueden variar entre las denominaciones cristianas. Pueden ser oraciones públicas (por ejemplo, como parte de la liturgia) o privadas de un individuo.
La oración más común entre los cristianos es el Padre Nuestro, que según los relatos  evangélicos (por ejemplo Matthew 6:9-13) es como Jesús enseñó a rezar a sus discípulos. La oración del Señor es un modelo para las oraciones de adoración, confesión y petición en el cristianismo.
Los primeros siglos del cristianismo fueron testigos de un intenso crecimiento de la literatura religiosa, que a menudo incluía oraciones. Las oraciones registradas en la literatura cristiana primitiva pueden clasificarse en seis tipos: petición (incluida la intercesión), acción de gracias, bendición (o bendición), alabanza, confesión y, por último, un pequeño número de lamentaciones. Los primeros cinco de estos tipos han persistido a lo largo de los siglos y se han expresado en un gran número de oraciones cristianas. Sin embargo, algunas oraciones pueden combinar algunas de estas formas, por ejemplo, alabanza y acción de gracias, etc.

### Meditación
.

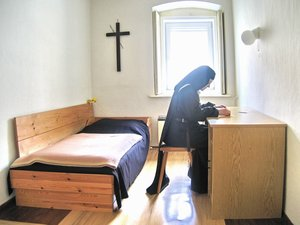
Una Monja carmelita en su celda, meditando sobre la Biblia

La meditación cristiana es un intento estructurado de entrar en contacto y reflexionar deliberadamente sobre las revelaciones de Dios. La palabra meditación proviene del latín meditārī, que tiene una serie de significados, entre ellos reflexionar, estudiar y practicar. La meditación cristiana es el proceso de centrarse deliberadamente en pensamientos específicos (como un pasaje de la Biblia) y reflexionar sobre su significado en el contexto del amor de Dios.
En el siglo XX, la práctica de la Lectio Divina salió de los ambientes monásticos y llegó a los cristianos laicos de la Iglesia occidental. Por separado, entre los católicos, la meditación sobre el Rosario sigue siendo una de las prácticas espirituales más extendidas y populares.
Mientras la meditación en la Iglesia Occidental se construía sobre los cimientos de la Lectio Divina, una forma diferente de práctica meditativa surgió dentro del cristianismo oriental durante el período bizantino, a medida que la práctica del hesicasmo ganaba adeptos, especialmente en el Monte Athos en Grecia. El hesicasmo fue promovido por san Gregorio Palamas en el siglo XIV y sigue formando parte de la espiritualidad cristiana oriental.
Tanto las enseñanzas cristianas orientales como las occidentales han enfatizado el uso de la meditación cristiana como elemento para aumentar el conocimiento de Cristo. La meditación cristiana tiene como objetivo aumentar la relación personal basada en el amor de Dios que marca la comunión cristiana. Es el nivel medio en una amplia caracterización de tres etapas de la oración: implica más reflexión que la  oración vocal de primer nivel, pero está más estructurada que las múltiples capas de contemplación en el cristianismo.

### Contemplación
A veces puede no haber una frontera clara entre la meditación cristiana y la contemplación cristiana, y se superponen. La meditación sirve de base sobre la que se asienta la vida contemplativa, la práctica por la que alguien comienza el estado de contemplación.
En la meditación discursiva, la mente y la imaginación y otras facultades se emplean activamente en un esfuerzo por comprender nuestra relación con Dios. En la oración contemplativa, esta actividad se restringe, de modo que contemplación ha sido descrita como "una mirada de fe", "un amor silencioso".